# Hoops de Grand Rapids
Les Hoops de Grand Rapids (en anglais : Grand Rapids Hoops) sont une franchise américaine de basket-ball de la Continental Basketball Association disparue en 2003. Le club était situé à Grand Rapids (Michigan). Aujourd'hui, la franchise professionnelle de basket-ball de la ville joue en IBL et se nomme Flight de Grand Rapids.

## Historique
Jouant initialement en CBA l'équipe rejoint l'International Basketball League en raison de l'arrêt de la CBA en 2001. Elle reviendra la saison suivante en CBA avant de cesser ses activités en 2003

## Noms successifs
- 1989-1995 : Grand Rapids Hoops
- 1995-1996 : Grand Rapids Mackers
- 1996-2003 : Grand Rapids Hoops

## Palmarès
- Finaliste de la CBA : 2003

## Joueurs célèbres ou marquants
- Larry Ayuso
- Jens-Uwe Gordon
- Stevin Smith